# Frailea curvispina
Frailea curvispina är en kaktusväxtart som beskrevs av Albert Frederik Hendrik Buining och Brederoo. Frailea curvispina ingår i släktet Frailea och familjen kaktusväxter. Inga underarter finns listade i Catalogue of Life.